# テングチョウチョウウオ
テングチョウチョウウオ（天狗蝶々魚、学名:Chaetodon selene）は、スズキ目チョウチョウウオ科に分類される魚類の一種。種小名は「月」を意味し、おそらく本種の背鰭から尾鰭を経由して臀鰭に伸びる、三日月の形をした黒帯に由来する。和名は、本種の吻が天狗の鼻のように見えることにちなむ。

## 形態
- 体長16cm[2]。

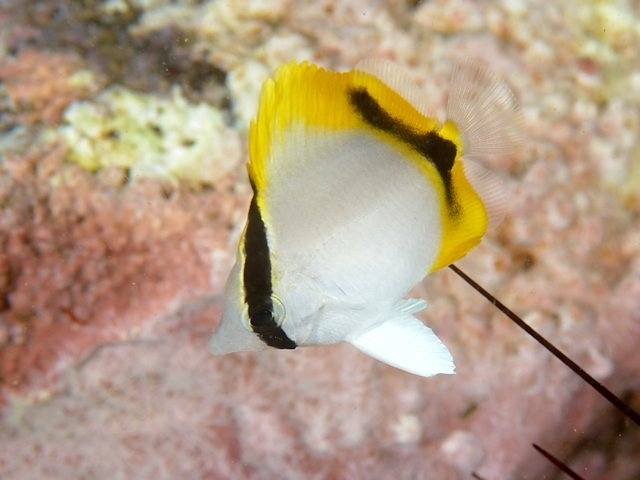
幼魚

- 黄色の点が頭部から背びれに向かって連なっている[2]。

よく似た種

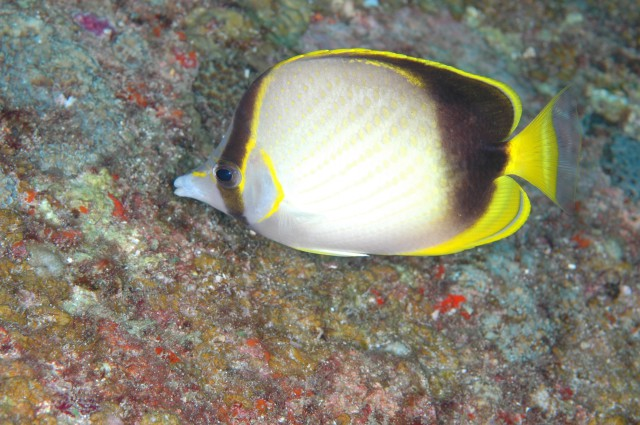
ガーディナーズ・バタフライフィッシュ

似ている種としてガーディナーズ・バタフライフィッシュがいる。この種は本種より黒色の部分が広くなっている。スリランカからオマーンまでのインド洋に分布し、本種と分布域はオーバーラップしない。

## 生態
雑食で、藻類、底生小動物、サンゴのポリプなどを食べる。
水深10-50mの砂地やサンゴ礁に生息する。

## 分布
西部太平洋。どこも数は少ない。

## 人とのかかわり
観賞魚。